# Abborrtjärnen (Hamrånge socken, Gästrikland, 676763-155984)
Abborrtjärnen är en sjö i Gävle kommun i Gästrikland och ingår i Skärjåns huvudavrinningsområde.